# Monotropa uniflora
Monotropa uniflora är en ljungväxtart som beskrevs av Carl von Linné. Monotropa uniflora ingår i släktet tallörter, och familjen ljungväxter. Inga underarter finns listade i Catalogue of Life.

## Bildgalleri

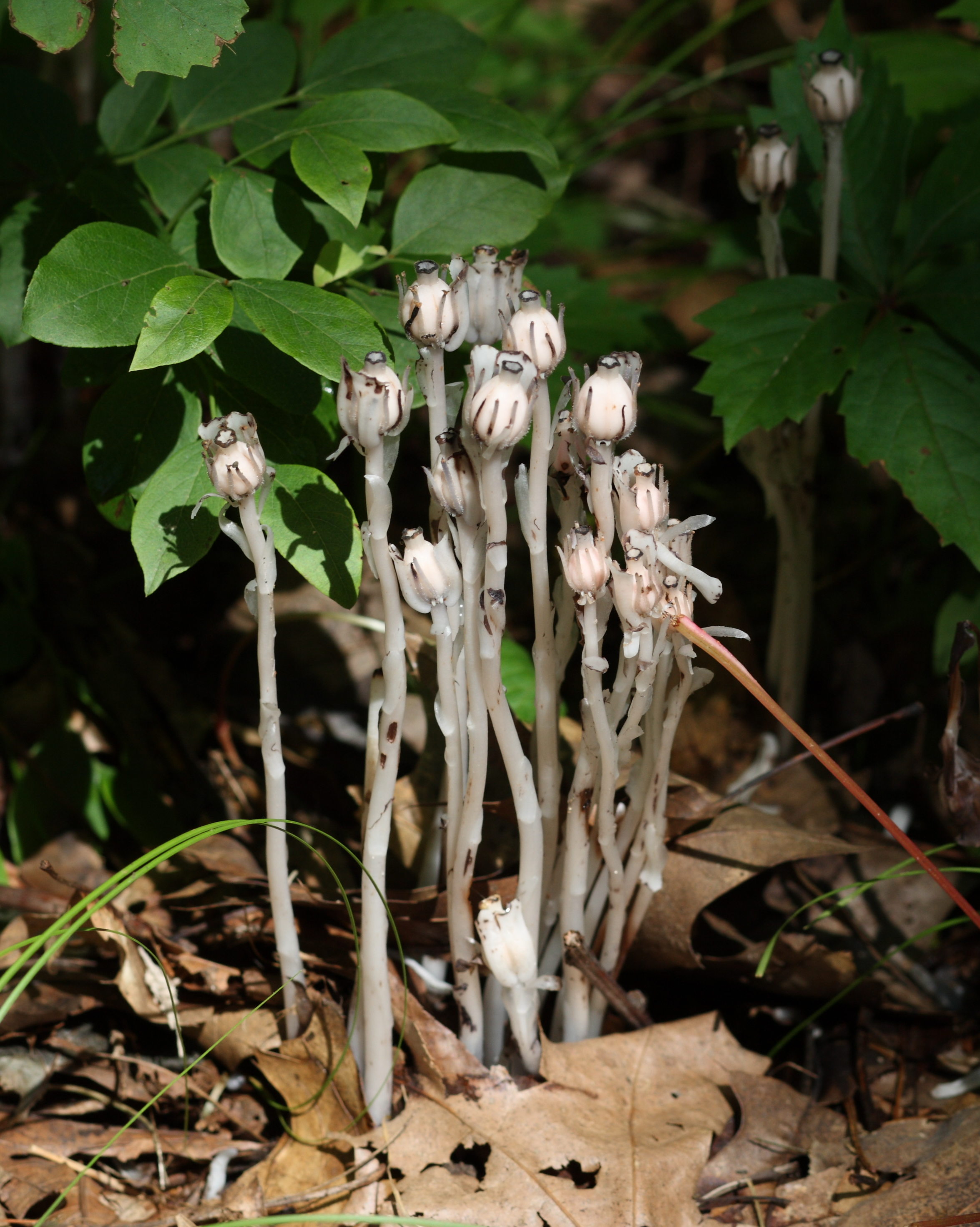
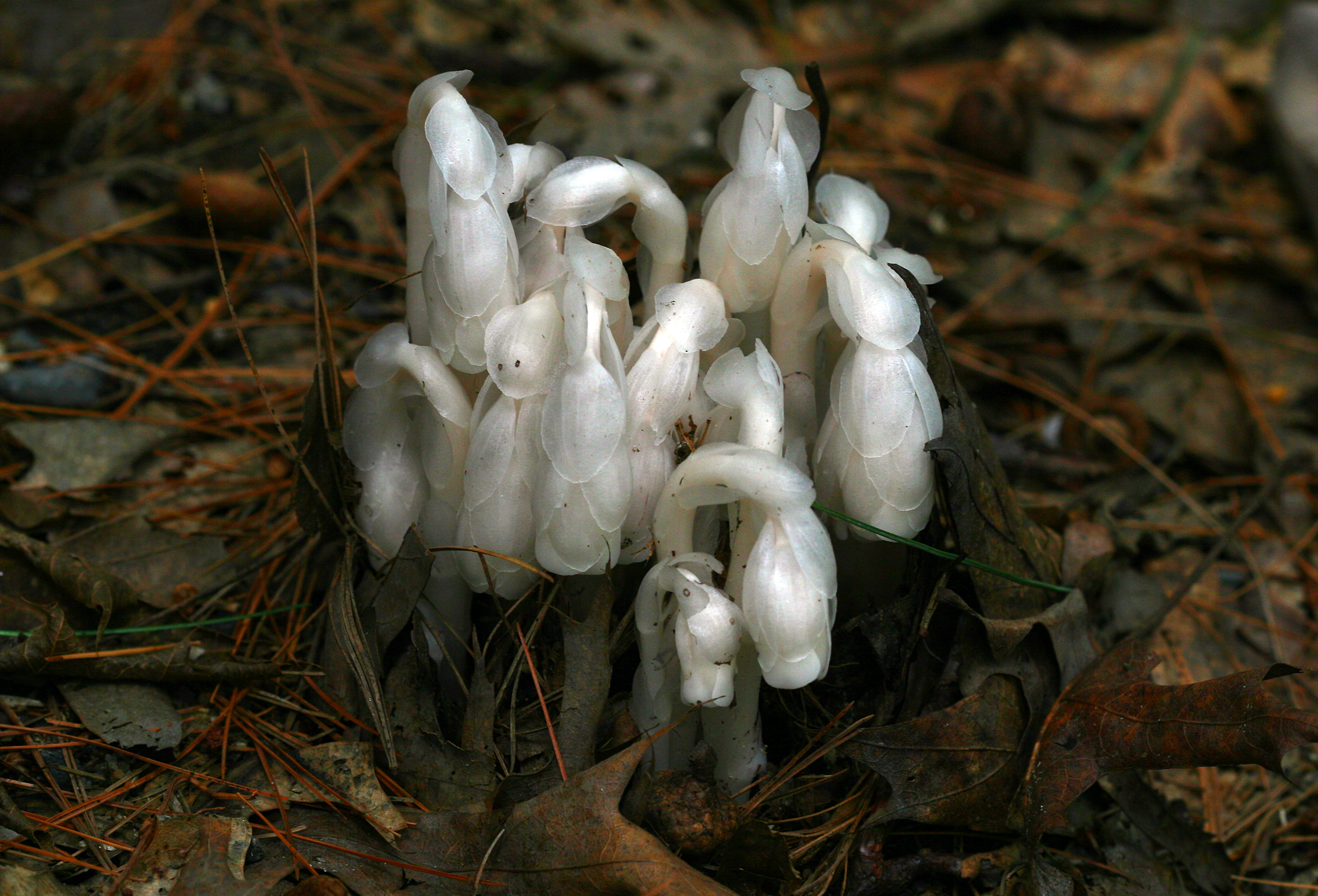
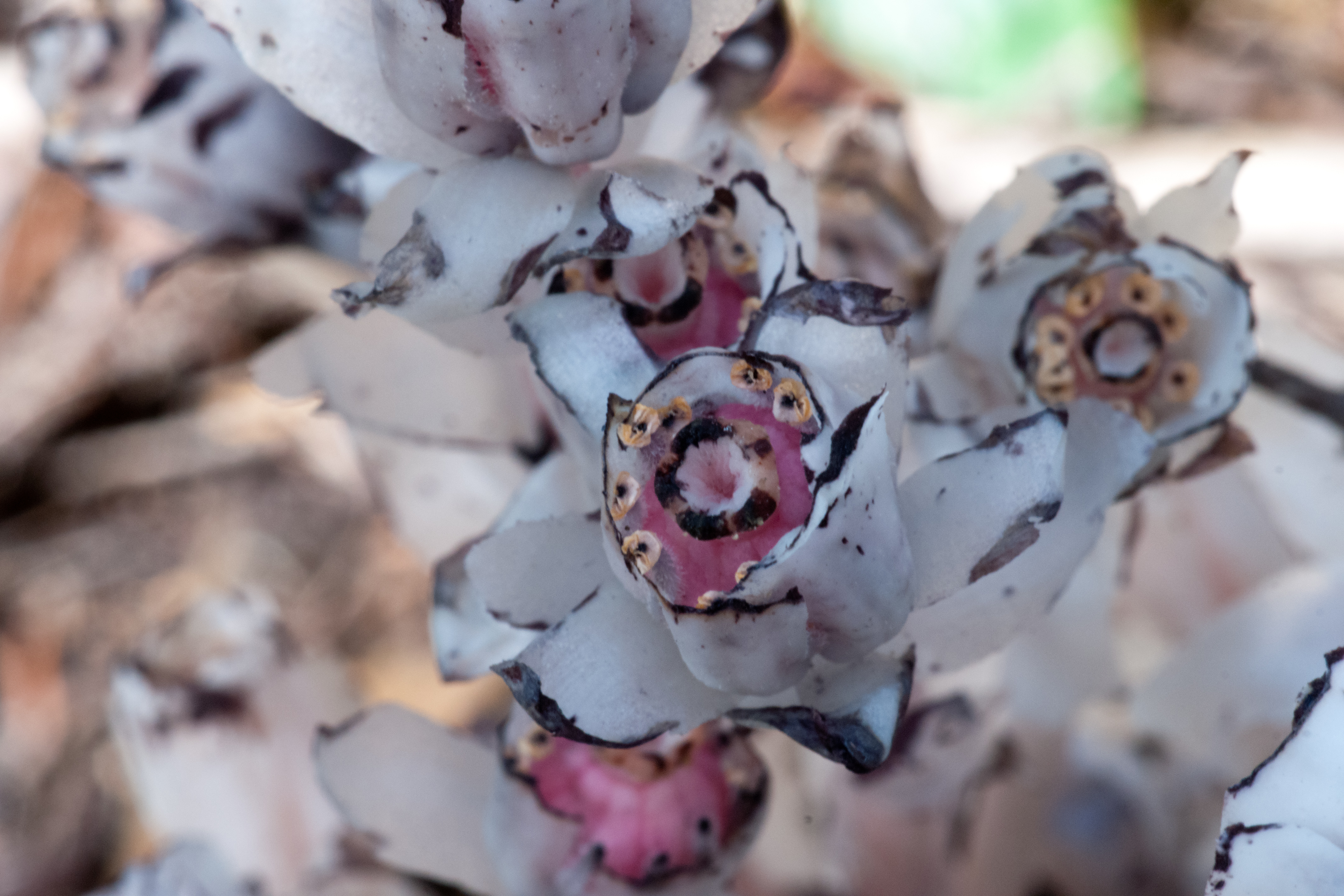
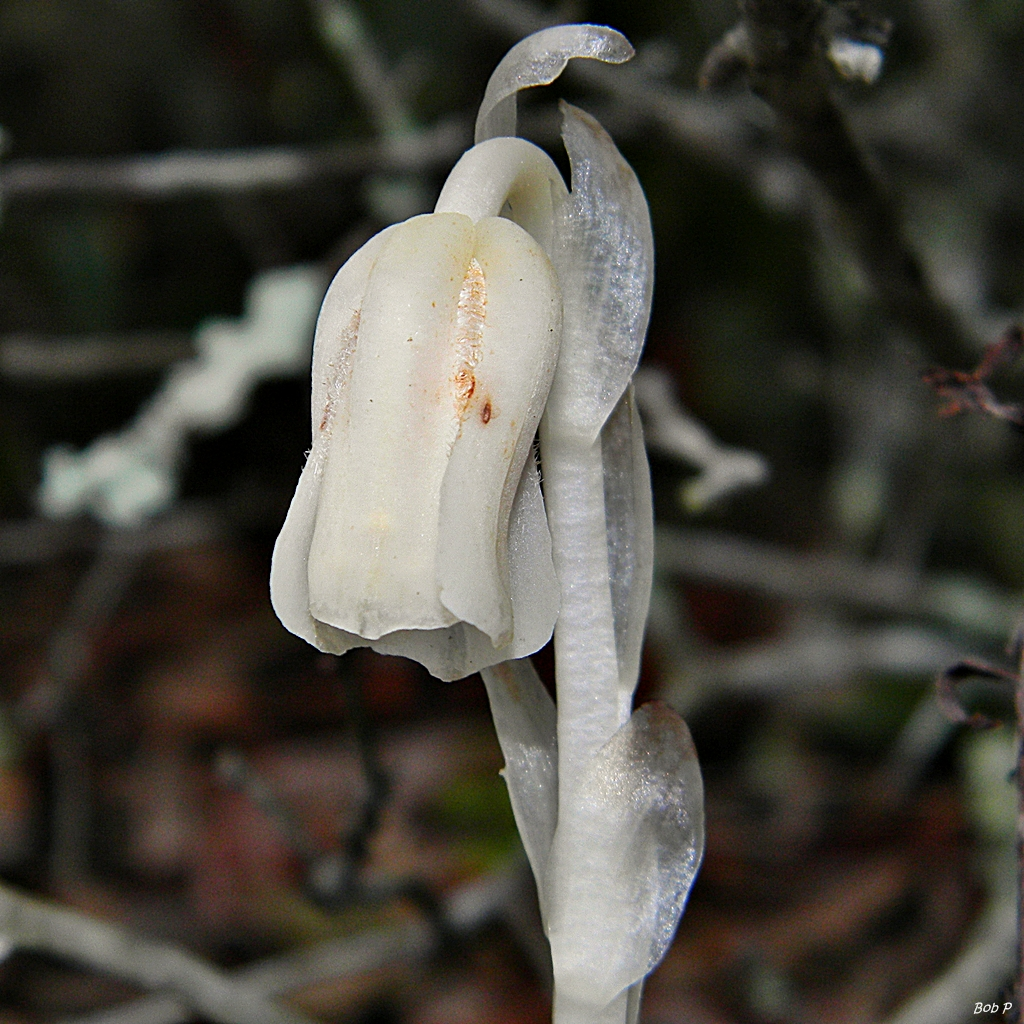
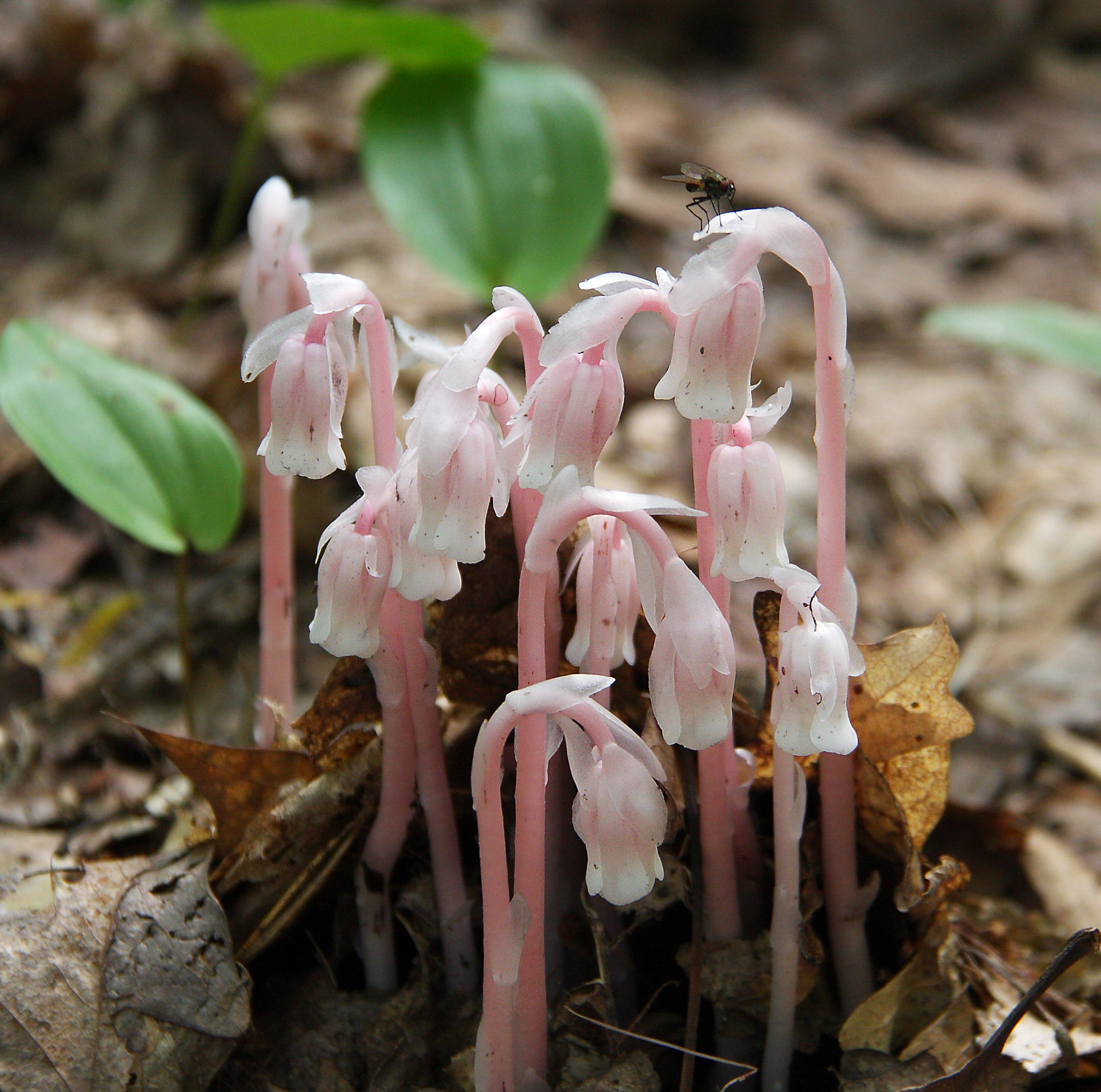
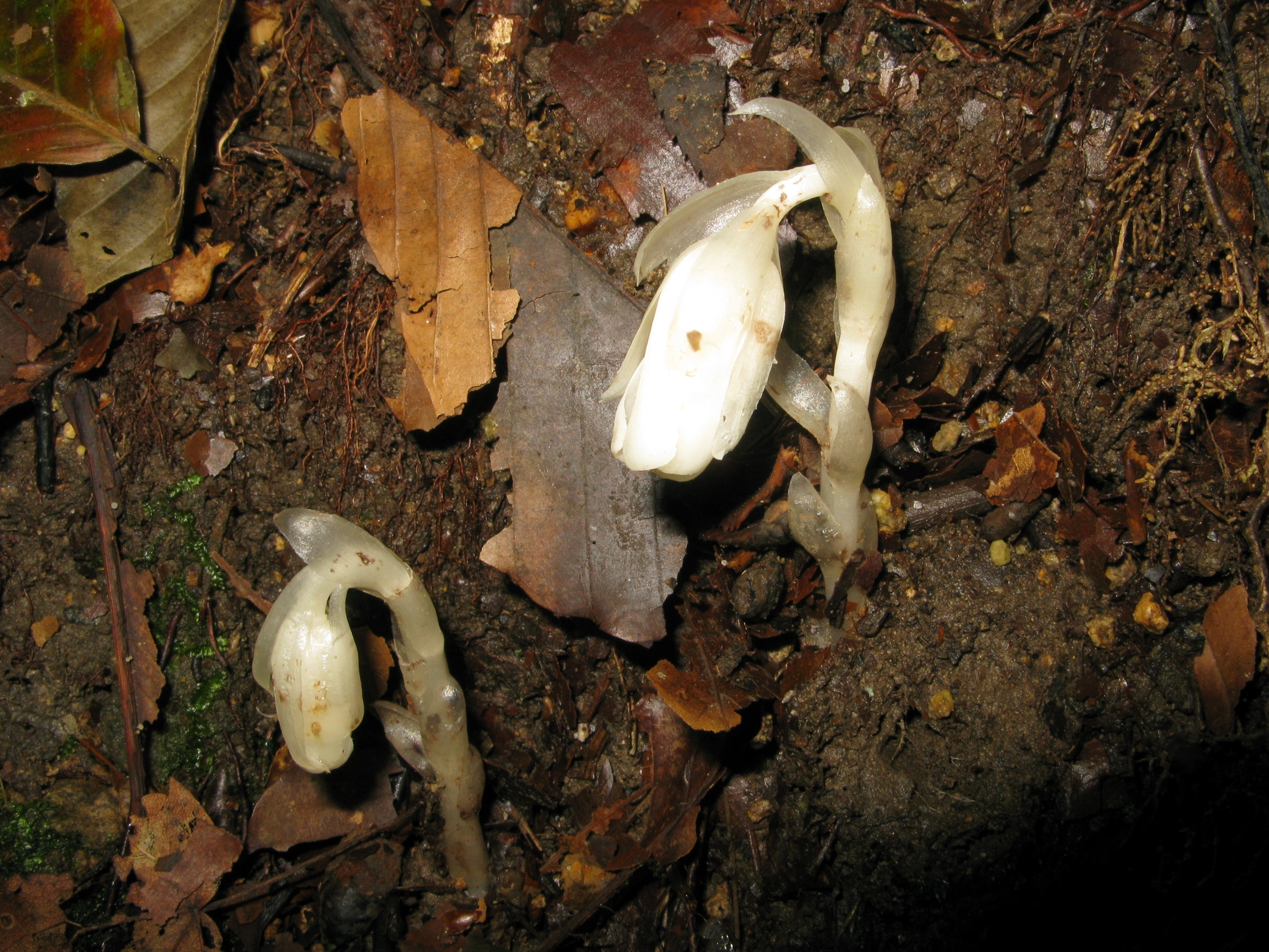